# Something About Us
«Something About Us» (español: «Algo sobre nosotros») es una canción del dúo francés de música electrónica Daft Punk. Fue lanzado como el sexto y último sencillo del álbum de 2001 Discovery como promoción para su largometraje animado de 2003 Interstella 5555 - The 5tory of the 5ecret 5tar 5ystem. La canción alcanzó el número 93 en la clasificación del Syndicat National de l'Édition Phonographique.

## Video musical
Hay dos videos musicales para «Something About Us». El primer vídeo es una escena de Interstella 5555. Después de escapar de su secuestrador, dos miembros de The Crescendolls (el baterista y paparazzi Baryl y la bajista Stella) entran en un taxi de espera conducido por el teclista y texista Octave. Conducen a un almacén ubicado en Brisbane, Australia (la ciudad a la que se mudó el guitarrista Arpeggius) donde su rescatista, Shep, está en el suelo sangrando hasta morir, como resultado de ser disparado por un láser durante una escena anterior en la película. Shep levanta el brazo herido a su crush Stella. Ella lo toma y experimenta una secuencia de ensueño que revela los sentimientos de Shep por ella. Cuando regresan, Shep revela las verdaderas identidades de The Crescendolls. La banda expresa su gratitud mientras Shep muere.
El segundo video musical es una compilación de clips con Shep y Stella. Esta versión fue lanzada para promocionar la versión única de «Something About Us».

## Lista de canciones
- CD maxi single – enhanced (Virgin 5476450)[1]

1. "Something About Us" (Love Theme from Interstella 5555) – 2:15
2. "Veridis Quo" – 5:45
3. "Voyager" (Dominique Torti's Wild Style Edit) – 6:32
4. "Something About Us" (album version) – 3:51

## Charts
| Chart (2003)                         | Peak position |
| ------------------------------------ | ------------- |
| Francia (SNEP)                       | 93            |
| UK Singles (Official Charts Company) | 138           |